# 梅尔·马丁内斯
梅尔基亚德斯·拉斐尔·马丁内斯·魯伊斯（英語：Melquíades Rafael Martínez Ruiz，1946年10月23日—），常稱為梅尔·马丁内斯（Mel Martinez），美国律师、政治家，美国共和党成员，曾任美国住房与城市发展部长（2001年－2003年），美国参议员（2005年－2009年）。